# مات شيرمان
مات شيرمان (بالإنجليزية: Matt Sherman)‏ هو دبلوماسي أمريكي، ولد في 30 ديسمبر 1971 في الولايات المتحدة.